# Matplotlib
Matplotlib est une bibliothèque du langage de programmation Python destinée à tracer et visualiser des données sous forme de graphiques. Elle peut être combinée avec les bibliothèques python de calcul scientifique NumPy et SciPy. Elle fournit également une API orientée objet, permettant d'intégrer des graphiques dans des applications, utilisant des outils d'interface graphique polyvalents tels que Tkinter, wxPython, Qt ou GTK.
Matplotlib est distribuée librement et gratuitement sous une licence de style BSD. Sa version stable actuelle (l2.0.1 en 2017, 3.5.0 en novembre 2021, 3.7.1 en mars 2023) est compatible avec la version 3 de Python.
Plusieurs points rendent cette bibliothèque intéressante :
- Export possible en de nombreux formats matriciels (PNG, JPEG...) et vectoriels (PDF, SVG...)
- Documentation en ligne en quantité, nombreux exemples disponibles sur internet
- Forte communauté très active
- Interface pylab : reproduit fidèlement la syntaxe MATLAB
- Bibliothèque haut niveau : idéale pour le calcul interactif

## Exemples de graphiques

Représentation 3D
Direction des vents stratosphériques au-dessus de Singapour
Croissance de la capacité des navires entre 1630 et 1875
Spirale logarithmique
Températures globales, CO2 atmosphérique et activité solaire depuis 1850.
Fonction de Rosenbrock